# Buenavista, Quezon
Buenavista là một đô thị cấp bốn ở tỉnh Quezon, Philippines. Theo điều tra dân số năm 2007, đô thị này có dân số 24.798..

## Các đơn vị hành chính
Buenavista, về mặt hành chính, được chia thành 37 khu phố (barangay).
| - Bagong Silang - Batabat Norte - Batabat Sur - Buenavista - Bukal - Bulo - Cabong - Cadlit - Catulin - Cawa - De La Paz - Del Rosario - Hagonghong | - Ibabang Wasay - Ilayang Wasay - Lilukin - Mabini - Mabutag - Magallanes - Maligaya (Esperanza) - Manlana - Masaya - Poblacion - Rizal - Sabang Pinamasagan | - Sabang Piris - San Diego - San Isidro Ibaba - San Isidro Ilaya - San Pablo - San Pedro (Villa Rodrigo) - San Vicente - Siain - Villa Aurora - Villa Batabat - Villa Magsaysay - Villa Veronica |